# Wendilgarda mustelina
Wendilgarda mustelina är en spindelart som beskrevs av Simon 1897. Wendilgarda mustelina ingår i släktet Wendilgarda och familjen strålspindlar. Utöver nominatformen finns också underarten W. m. arnouxi.